# Trochosodon linearis
Trochosodon linearis är en mossdjursart som beskrevs av Ferdinand Canu och Ray Smith Bassler 1927. Trochosodon linearis ingår i släktet Trochosodon och familjen Biporidae. Inga underarter finns listade i Catalogue of Life.